# 哥伦比亚住宅圈
哥伦比亚住宅圈（英語：Columbia Circle），俗称“外国弄堂”，是民国时期位于上海西郊的一片高级住宅区，大致位于今日长宁区新华路街道范围内。

## 历史

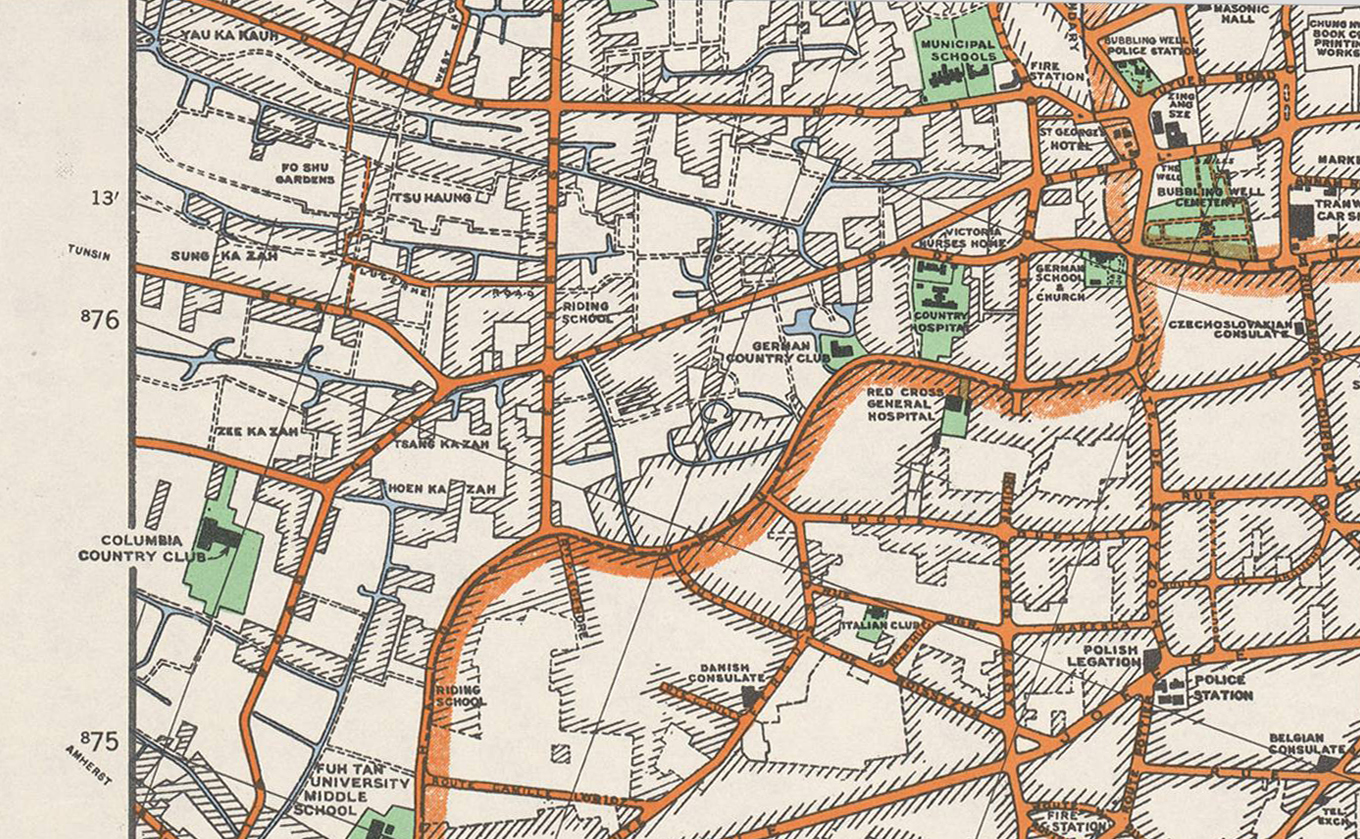
1933年沪西地图

哥伦比亚住宅圈所在地原是上海西郊的农田。20世纪20年代初，上海公共租界当局趁江浙两地军阀交战之机在此越界筑路。1925年，安和寺路（Avenue Amherest，今新华路）和哥伦比亚路（今番禺路）被修筑。是年，上海美国侨民在西郊大西路以南，兴建占地广阔的美国乡村总会（Columbia Country Club）。与此同时，美商普益地产公司陆续购进安和寺路、哥伦比亚路一带的土地百余亩，将道路两侧统一规划用地划分为82块，每块基地根据客户需求建造不同的建筑，整体命名为“哥伦比亚住宅圈”。这些建筑以花园别墅和联体别墅为主。由于该公司经理是匈牙利人，故他聘请了匈牙利籍设计师邬达克设计其中一部分建筑。1928年，数十幢花园住宅被兴建。虽然这些建筑都是出自同一家地产公司，但是总体上规划得体，且毎幢住宅风格、样式各异。这使得哥伦比亚住宅圈迅速成为了沪西的高档住宅区，住户以外籍侨民为主。此后亦有其他地产商在此投资房产。1998年，美国总统克林顿来上海访问第一站去的便是这“外国弄堂”。

## 现代保护
自1989年起，这些建筑分批被列为上海市优秀历史建筑。2005年，《上海市新华路历史文化风貌区保护规划》经上海市政府批准通过，番禺路-淮海西路-安顺路-定西路-法华镇路合围的区域被划为新华路历史文化风貌区。规划对这一范围内的建筑分为五类，采取不同的保护措施。同时将新华路列为一类风貌保护道路，规划永不拓宽；新华路119弄、155弄、185弄、211弄、329弄、272弄、294弄七条弄堂列为风貌保护巷弄。

## 优秀历史建筑

### 新华别墅
即新华路211-329弄，包括29幢独立式花园住宅，为哥伦比亚住宅圈内的精华建筑群体。建筑由邬达克设计，柴顺记营造厂建造，包括英国式、美国式、荷兰式、意大利式、西班牙式等多种样式。其中新华路211弄2号曾为传教士李佳白住宅。新华路329弄36号周均时住宅，原为西班牙公使馆使用，也是幢全国唯一的双层圆形花园别墅，俗称“蛋糕房”。这些建筑分五批列入优秀历史建筑名单。

### 新华路179号住宅

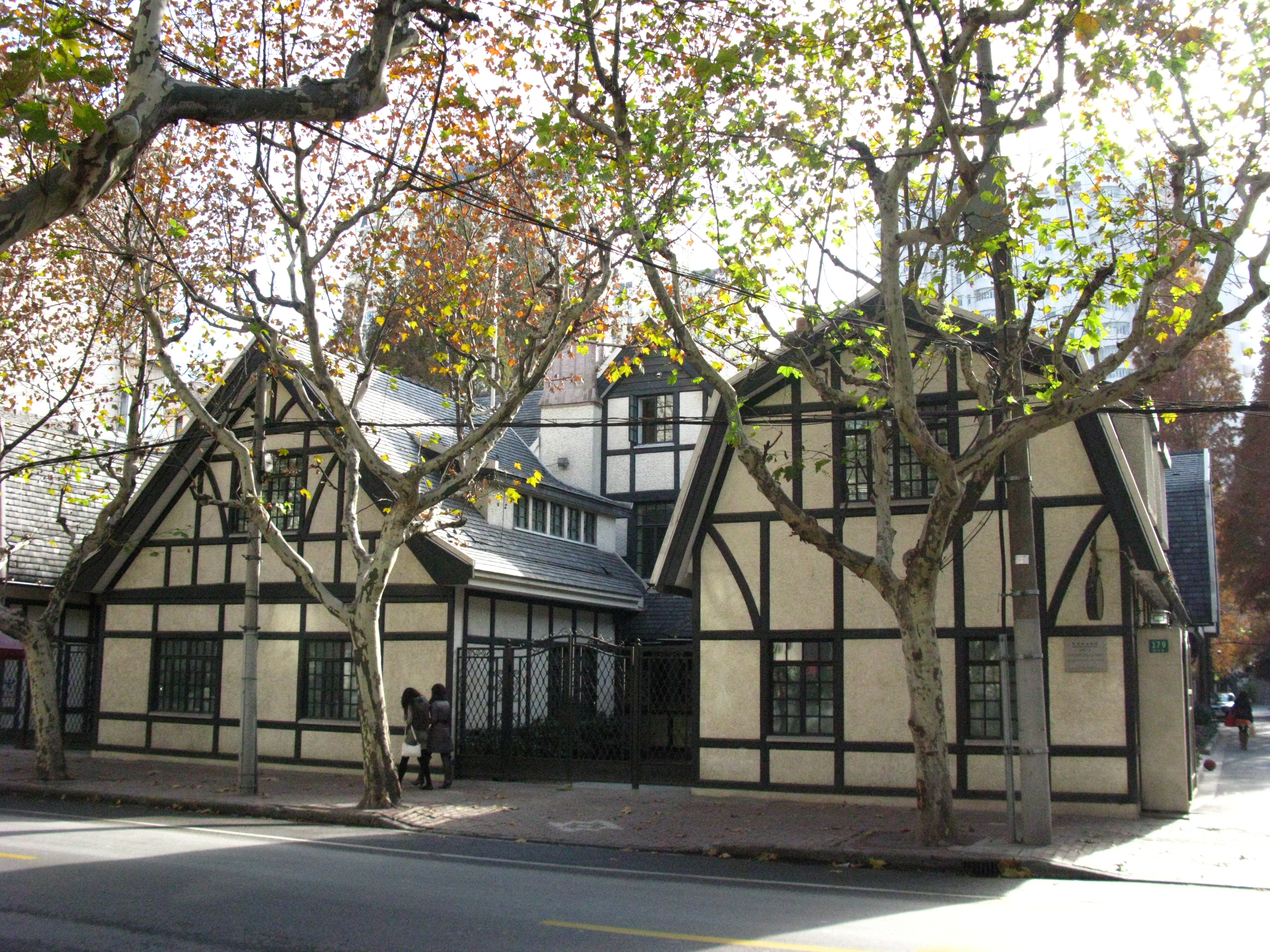
新华路179号住宅

建于1925—1935年间，为假三层砖木结构的花园住宅，建筑样式为德国式。建筑采用红瓦双坡屋面，立面材质为拉毛水泥。其南立面山墙有半露明黑色木构架，与窗框连成一体。

### 新华路315号住宅

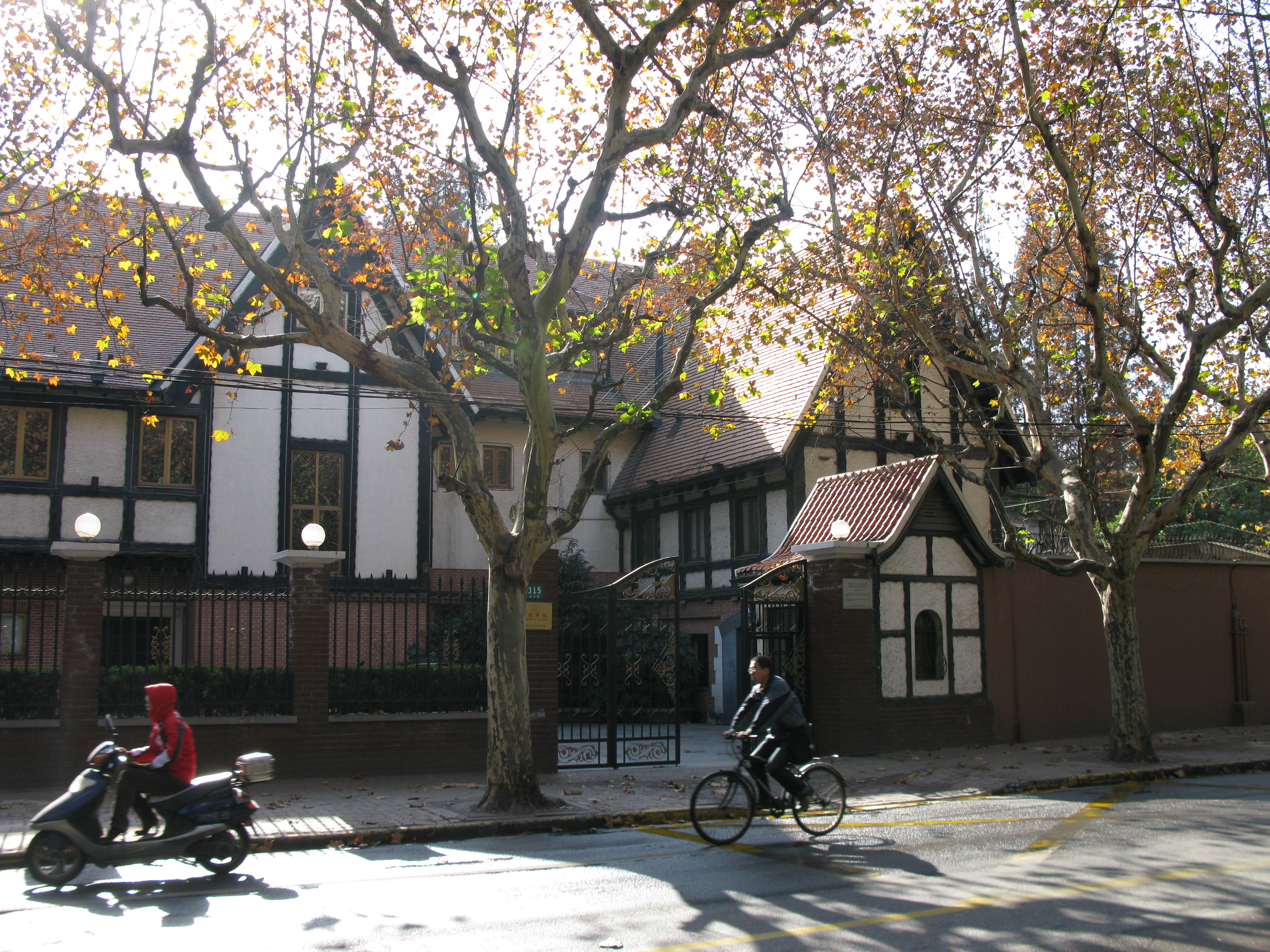
新华路315号住宅

建于1930年，原为某国石油大王为其儿子在沪购的结婚用房，是一幢假三层的砖木结构的独立式花园住宅，建筑面积1725平方米，用地面积2422平方米，建筑风格为英国乡村风格。盛重颐在此居住过。

### 新华路483号住宅

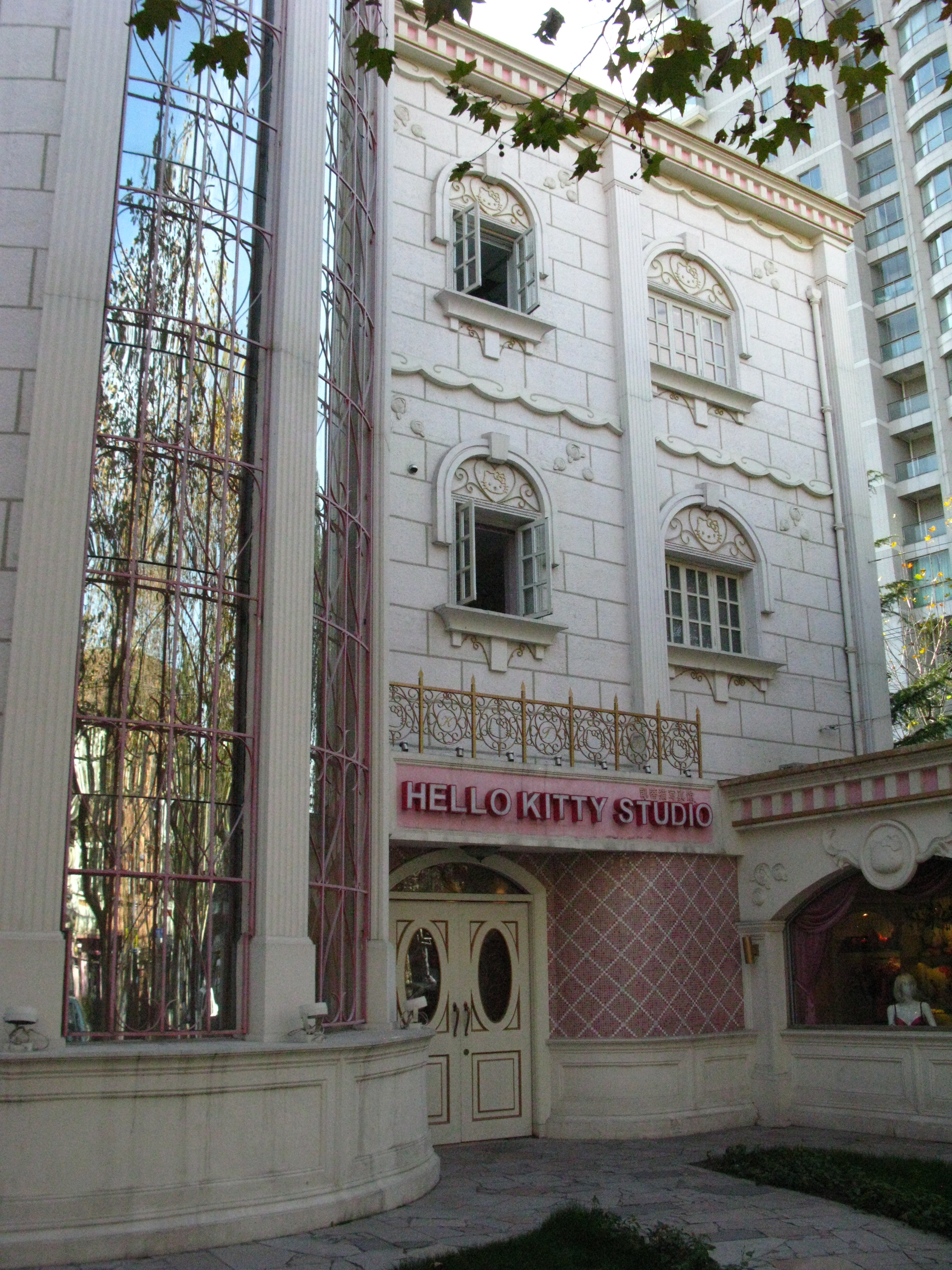
新华路483号住宅

建于1946年，原为金润庠住宅，为三层钢筋混凝土结构的建筑，建筑风格为现代风格。该建筑由中国建筑师顾梦良设计，上海梁记营造厂营建。建筑立面水平线条流畅，装饰简洁。

### 梅泉别墅
即新华路593弄，包括20幢二层砖木结构的花园住宅，属于花园式里弄。梅泉别墅建于1933年，由房地产商吴其达投资，中国建筑师奚福泉设计，李顺记营造厂施工，1935年建成，建筑面积共6330平方米，配有水、电、煤、卫、汽车间。吴其达在10号住过，张君然曾在20号居住。梅泉得名于园内种植的梅花和一个喷泉水池，后被文革破坏留下”梅泉旧址“标志物一块

### 引用
1. 1 2 3  . 腾讯网.   [2014-06-30]. （原始内容存档于2014-07-14） （中文（简体））.
2. ↑  . 光明日报出版社. 2006: 57. ISBN 9787802062368 （中文（简体））.
3. ↑  . 同济大学出版社. 2008: 146. ISBN 9787560837369 （中文（简体））.
4. 1 2 3 4 5  . 上海地方志办公室.   [2014-06-30]. （原始内容存档于2019-04-15） （中文（简体））.
5. ↑  惜珍. . 东方出版中心. : 196-202. ISBN 9787547300169.
6. ↑  https://www.sohu.com/a/146227533_391447 上海最美十二条马路中的第一花园马路就在阿拉长宁！“她”就是人见人爱的…
7. ↑  . 上海市规划和国土资源网.   [2014-06-30]. （原始内容存档于2014-04-21） （中文（简体））.
8. 1 2 3  . 东方网.   [2014-07-01]. （原始内容存档于2012-10-23） （中文（简体））.
9. ↑  http://sh.eastday.com/m/20180609/u1ai11511054.html%5B%5D 上海启动第五批优秀历史建筑普查 城市更新促进历史风貌保护相关细则将出台
10. ↑  https://www.sohu.com/a/244022293_170125%5B%5D 梅泉别墅